# Гридюшко, Александр Станиславович
Александр Станиславович Гридюшко (28 января 1961, Витебск — 1998, Речица, Гомельская область) — советский и белорусский футболист, нападающий.
Воспитанник ДЮСШ ДСО «Красное Знамя» Витебск. Карьеру начал в 1979 в местной «Двине». В конце 1981 провёл четыре игры в дублирующем составе московского «Спартака». Следующий сезон начал в ленинградском «Зените», в первом туре отыграл первый тайм против «Спартака» М, во втором туре в матче против московского «Динамо» также был заменён после перерыва. Вторую половину сезона повёл в «Гомсельмаше». Следующий сезон начал вновь в «Зените», но не проведя ни одной игры вернулся в «Двину» и выступал за команду, переименованную в 1985 году в «Витязь», на протяжении четырёх сезонов. Первую половину сезона-1987 Гридюшко провёл в ташкентском «Пахтакоре», после чего оказался в «Колхети» Поти, за которую в 1987—1988 годах провёл 9 матчей. В 1988 вернулся в свою первую команду, носившую уже название КИМ, но игр не проводил.
1989 год провёл в наманганском «Новбахоре». В 1990 вновь вернулся в КИМ — за два года сыграл 68 игр, забил 27 мячей, сезон-1992 провёл во второй команде. 1993 год Гридюшко отыграл в Финляндии — в клубах «Палло-Керо 37» Ийсалми и РоПС Рованиеми. В 1994—1995 провёл 36 игр, забил 9 мячей в составе украинского клуба «Заря-МАЛС», где запомнился чувством гола, реакцией, игрой головой, эффектной игрой, приёмом мяча. Два следующих сезона отыграл во второй лиге России в «Носте» Новотроицк и «Индустрии» Боровск. В 1997 вернулся в Белоруссию. 1,5 сезона провёл в ФК «Лида», вторую половину 1998 в ФК «Ведрич-97».
Скончался 13 ноября 1998.